# Spatzi, Fratzi & Co.
Spatzi, Fratzi & Co. ist ein Film des Regisseurs Duccio Tessari aus dem Jahr 1990. Er basiert auf dem Roman „Au bonheur des chiens“ von Rémo Forlani.

## Handlung
Ein baufälliger Landsitz in der Toskana wird in eine Hundepension umgewandelt. Dort erlebt ein Junge aus Mailand zusammen mit seinem Pflegevater allerlei Abenteuer.

## Kritiken
„Betont fröhlicher, aber lieblos inszenierter Familienfilm. Die sprunghafte Handlung dient lediglich als oberflächliche Folie für die Hundeszenen, die zwischen Kitsch und aufgesetztem Appell für die Freiheit des Tieres schwanken.“